# Gemeinschaftsgebiet Maienfeld-Fläsch

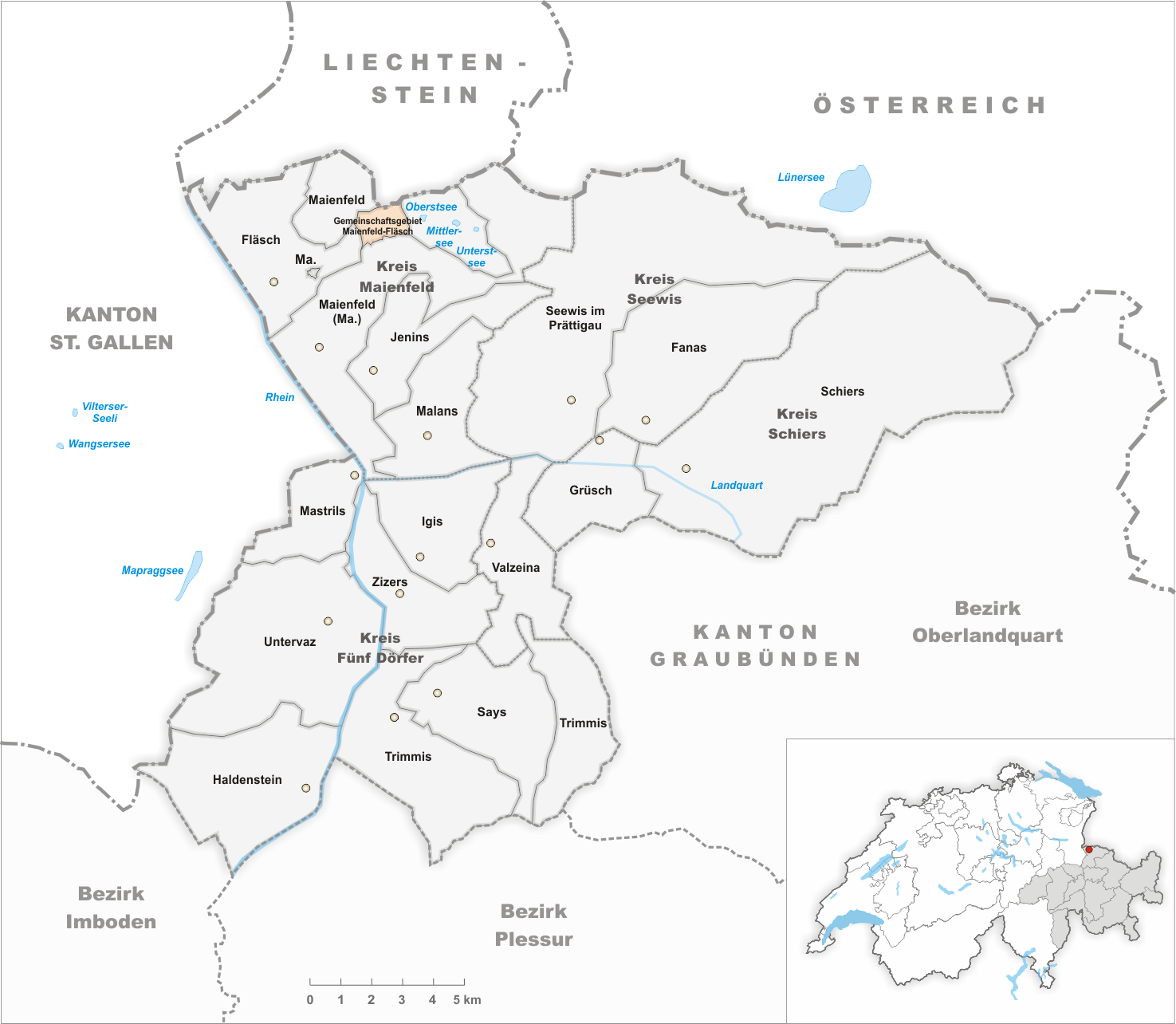
Gemeinschaftsgebiet Maienfeld-Fläsch

Das Gemeinschaftsgebiet Maienfeld-Fläsch war ein Gemeinschaftsareal (Kommunanz) im Bezirk Unterlandquart des Kantons Graubünden in der Schweiz.

## Politische Zugehörigkeit
Das 1,33 Quadratkilometer grosse Territorium stand im Gemeinschaftsbesitz zweier Gemeinwesen: Fläsch und Maienfeld.

## Geographie
Das unbewohnte subalpine Gebiet befand sich zwischen dem Falknishorn und der Enderlinhütte. Höchster Punkt war auf 2560 m ü. M. der Falknis.

## Auflösung am 24. Oktober 1977
Am 24. Oktober 1977 wurde diese Kommunanz aufgelöst und die Fläche den beiden Gemeinden Fläsch und Maienfeld zugeordnet.